# Seeburg (Mittenwalde)
Seeburg ist ein Gemeindeteil von Mittenwalde im Landkreis Uckermark (Brandenburg).
Die kleine Siedlung wurde 1825 als Vorwerk gegründet.

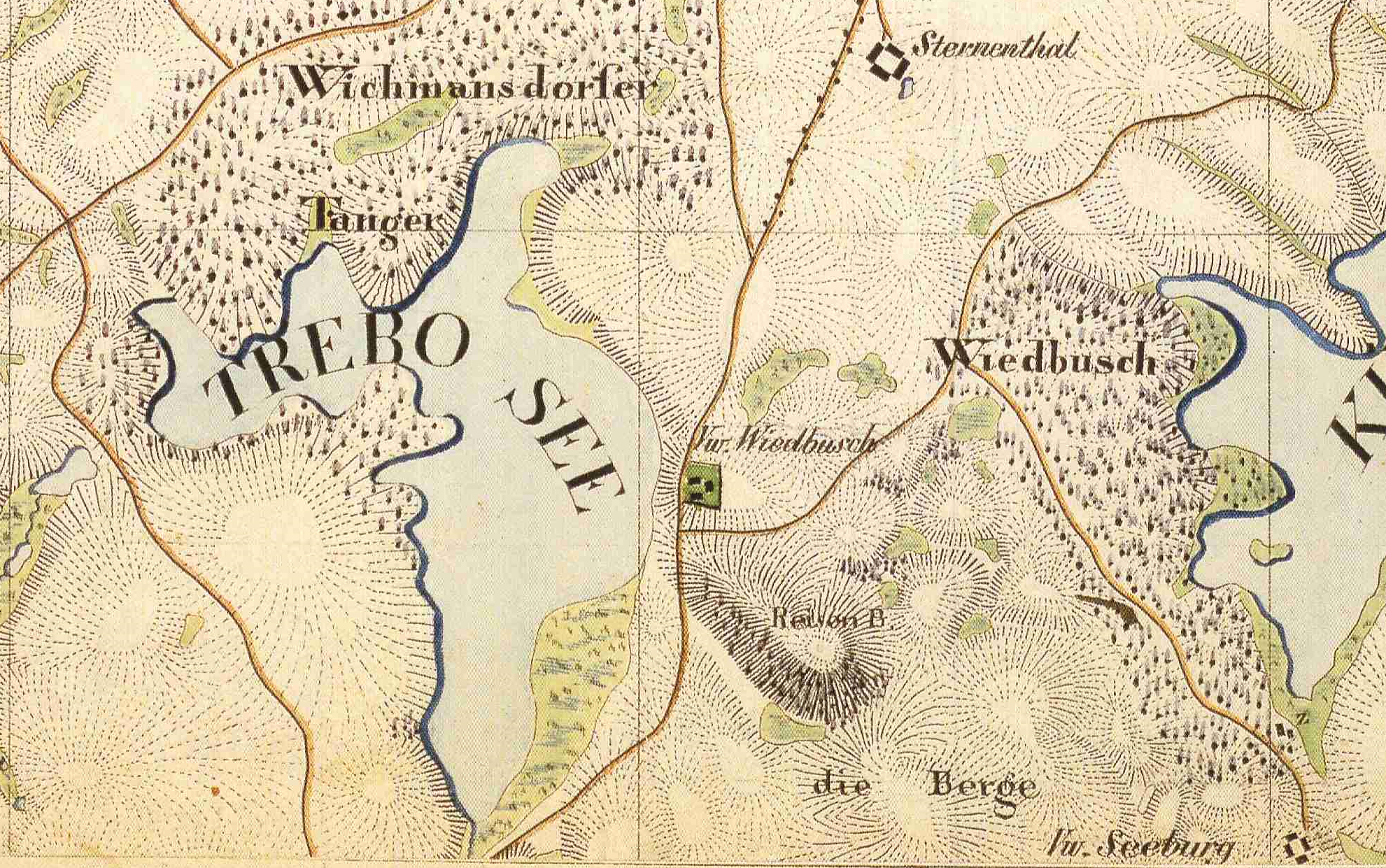
Großer Trebowsee und die Vorwerke Wiedebusch (abgegangen), Sternthal (Boitzenburger Land) und Seeburg, Ausschnitt aus dem Urmesstischblatt 2747 Boitzenburg von 1825

## Lage
Der Gemeindeteil liegt zwei Kilometer nordwestlich vom Ortskern von Mittenwalde und 2,5 km ostnordöstlich von Herzfelde, einem Ortsteil der Stadt Templin. Der Gemeindeteil ist über eine kleine Straße, die noch in der westlichen Bebauung von Mittenwalde von der Straße nach Herzfelde abzweigt, zu erreichen. Die Siedlung liegt auf 75 m ü. NHN am Südwestende des Kuhzer Sees zwischen Schwalbenlanke und Mittenwaldscher Lanke.

## Geschichte
Das Vorwerk Seeburg wurde 1825 auf einem 234 Morgen großen Areal der Feldmark Mittenwalde errichtet, das 1794 von Otto von Berg an Friedrich Wilhelm von Arnim zu Kröchlendorf (1746–1825) verkauft hatte. Im selben Jahr (1825) wurde es offiziell benannt. Ihm folgte sein Sohn Friedrich Abraham Heinrich von Arnim (1777–1845) nach; er war königlich-preußischer Kammergerichtsrat und Domdechant, Erbherr auf Kröchlendorf. Verheiratet war er mit Caroline Wilhelmine geb. Heim, Tochter des Berliner Arztes Ernst Ludwig Heim. 1850 war der Sohn dieses Paares Oskar von Arnim-Kröchlendorff (1813–1903), Landrat a. D. in Landkreis Angermünde Besitzer von Seeburg. Berghaus macht zu Seeburg folgende Angaben (für 1850): 1,71 Morgen Hofstelle, 523,10 Morgen Ackerland, 68,45 Morgen Wiesen, 100 Morgen Hutung (Weiden), 200 Morgen Forstland und 8,112 Morgen Unland (ertragloses Land), zusammen 901, 58 Morgen.
In den Hand-Matrikeln von 1857 wird Seeburg unter Kröchlendorff, Mittenwalde, und Kuhz mit Ruhhof aufgelistet, war also zu diesem Zeitpunkt noch ein selbständiger Gutsbezirk. Auch Adolf Frantz führt Seeburg in der gleichen Weise auf. 1860 gehörten zum Vorwerk Seeburg 594 Morgen, davon 5 Morgen Gehöft, 513 Morgen Acker und 76 Morgen Wiese. Seeburg hatte ein Wohnhaus, sieben Wirtschaftsgebäude (darunter eine Ziegelei) und 32 Einwohner. 1871 hatte das Vorwerk ein Wohnhaus und 13 Bewohner. Für 1879 wird für das Rittergut Seeburg eine Fläche von insgesamt 393,31 Hektar angegeben, davon waren aber 229,6 Hektar Wasser (Kuhzer See), und 135,30 Hektar Acker, 24,77 Hektar Wiesen und 3,64 Hektar Hutung (Weiden). Der Grundsteuerreintrag war auf 2087 Mark festgesetzt. Pächter war ein Oberamtmann Goerss. Zum Gut gehörte auch eine Ziegelei. Sie lag 250 Meter nordwestlich des Hofgutes.
1885 waren Ruhhof und Seeburg zusammen an einen Paul Friedrich Cordua (1857–1901), einen Leutnant der Reserve verpachtet. Die Größe des Gutes ist nun mit 402 Hektar beziffert, davon 139 Hektar Acker, 25 Hektar Wiesen, 4 Hektar Hutung und 234 Hektar Wasser. 1903 war Hermann Thyen (1865–) Pächter von Ruhhof und Seeburg. 1903 war auch Oskar von Arnim-Kröchlendorff  gestorben, Ruhhof und Seeburg fielen nun an Hans Detlev Abraham Otto Freiherr von Arnim-Kröchlendorff, den Neffe des Vorbesitzers. 1907 wird der Tierbestand von Ruhhof und Seeburg mit 54 Pferden, 131 Stück Rindvieh, davon 57 Kühen, 335 Schafen und 50 Schweinen angegeben, Hermann Thyen lässt sich bis 1914 als Pächter nachweisen. Nach dem Ersten Weltkrieg ist erst für 1923 wieder ein Pächter genannt. Pächter Dähn auf Ruhhof und Seeburg hatte einen Tierbestand von 41 Pferden, 129 Stück Rindvieh, davon 70 Kühe, 6 Schafen und 50 Schweinen. Der Grundsteuerreinertrag war auf 2087 Mark festgesetzt. 1925 hatte Seeburg 31 Einwohner. 1929 ist nur noch für Ruhhof der Pächter, Walter Blank, angegeben, Seeburg wird nicht mehr genannt. Dietlof Graf von Arnim-Boitzenburg starb 1933. IAls Besitzer folgte noch sein dritter Sohn Joachim Dietlof (1898–1972) nach, der bis 1945 Erbherr auf Kröchlendorff und Eigentümer von Seeburg war. Wie die anderen großen Güter wurde Seeburg in der Bodenreform von 1946 enteignet und aufgeteilt.
Um 1860 war Seeburg noch ein selbständiger Gutsbezirk. Später wurde er mit dem Gutsbezirk Ruhhof vereinigt. 1874 wurde der Gutsbezirk Ruhhof mit Seeburg dem Amtsbezirk 3 Kröchlendorf zugewiesen. Amtsvorsteher war Landrath a. D. von Arnim, Rittergutsbesitzer auf Kröchlendorf. Stellvertreter war Administrator Meyer auf Kröchlendorf. 1928 wurde der Gutsbezirk Seeburg zusammen mit Exklaven des Gutsbezirks Kröchlendorf, Blankensee, Kienwerder und Mittenwalde zur Gemeinde Mittenwalde vereinigt. 1931 und 1957 war Seeburg ein Wohnplatz von Mittenwalde. 1964 und 1971 hatte es den Status eines Ortsteils.
1992 schloss sich Mittenwalde mit neun anderen Gemeinden zum Amt Gerswalde zusammen. Seeburg hat heute den Status eines Gemeindeteils von Mittenwalde.